# Ibane Bowat
Ibane Bowat (* 15. September 2002 in London, England) ist ein schottisch-französischer Fußballspieler.

## Karriere

### Verein
Bowat begann seine Karriere beim FC Chelsea. Zur Saison 2017/18 wechselte er in die Jugend des FC Fulham. Bei Fulham spielte er dann im März 2021 auch erstmals für die Reserve. Nach insgesamt 16 Einsätzen in der Reserveliga wurde er im Januar 2023 in die Niederlande an den Zweitligisten FC Den Bosch verliehen. Dort gab er dann im selben Monat sein Profidebüt in der Eerste Divisie. Bis zum Ende der Saison 2022/23 kam er zu 16 Zweitligaeinsätzen für Den Bosch.
Zur Saison 2023/24 wurde Bowat an den österreichischen Bundesligisten TSV Hartberg weiterverliehen. Während der Leihe kam er zu 29 Einsätzen in der Bundesliga. Im August 2024 verließ er Fulham endgültig und wechselte zum Zweitligisten FC Portsmouth.

### Nationalmannschaft
Bowat debütierte im November 2022 für die schottische U-21-Auswahl.